# Elezioni europee del 2009 in Grecia
Le elezioni europee del 2009 in Grecia si sono tenute il 4 giugno.

## Risultati
| Liste  | Liste                              | Voti      | %     | Seggi |
| ------ | ---------------------------------- | --------- | ----- | ----- |
|        | Movimento Socialista Panellenico   | 1.879.229 | 36,65 | 8     |
|        | Nuova Democrazia                   | 1.656.085 | 32,30 | 8     |
|        | Partito Comunista di Grecia        | 428.151   | 8,35  | 2     |
|        | Raggruppamento Popolare Ortodosso  | 366.616   | 7,15  | 2     |
|        | Coalizione della Sinistra Radicale | 240.971   | 4,70  | 1     |
|        | Verdi Ecologisti                   | 178.960   | 3,49  | 1     |
|        | Fronte Panellenico Macedone        | 65.141    | 1,27  | -     |
|        | Partito dei Cacciatori Greci       | 64.824    | 1,26  | -     |
|        | Altri                              | 247.919   | 4,83  | -     |
| Totale | Totale                             | 5.127.896 |       | 22    |